# Ubuntu
(Slogan ufficiale della distribuzione)
Ubuntu ([uːˈbuːntuː]) è una distribuzione Linux (cioè un sistema operativo) nata nel 2004 basata sul ramo unstable di Debian. Ubuntu è prevalentemente composto da software libero distribuito liberamente con licenza GNU GPL ma supporta anche software proprietario.
È orientato all'utilizzo sui computer desktop, ma presenta delle varianti per server, tablet, smartphone e dispositivi IoT, ponendo grande attenzione al supporto hardware. Il nome Ubuntu è un termine delle lingue nguni-bantu traducibile come "umanità verso gli altri". È un riferimento ad una filosofia di origine sudafricana che teorizza un legame universale di scambio che unisce l'intera umanità (letteralmente, "dell'Essere Umano").
L'obiettivo è portare questa idea nel mondo del software, dando un grande peso alla comunità di utenti partecipanti nello sviluppo del sistema operativo.
La distribuzione di Ubuntu prevede un nuovo sviluppo con supporto a lungo termine (LTS) ogni due anni e aggiornamenti a breve supporto ogni sei mesi, tutti mantenuti dall'azienda britannica Canonical Ltd., fondata dall'imprenditore sudafricano Mark Shuttleworth. Il progetto è finanziato dall'offerta di supporto tecnico a pagamento e da accordi commerciali con gli OEM.

## Storia

### L'ideazione e lo sviluppo
Nell'aprile del 2004, Mark Shuttleworth riunì un gruppo di programmatori per creare una nuova distribuzione Linux. Il progetto prevedeva, tra i punti chiave, che:
- ogni utente avesse la possibilità di eseguire, studiare, modificare, personalizzare e distribuire il proprio sistema operativo senza dover pagare costi di licenza;
- ogni utente potesse usare il proprio sistema operativo nella propria lingua;
- anche se disabile l'utente potesse essere in grado di operare con il proprio computer.

Il progetto doveva essere realizzato tramite:
- una forte impronta Debian (una fork temporanea di questa distribuzione);
- l'uso di software libero;
- l'uso del Desktop environment GNOME;
- la distribuzione di nuove release su base semestrale[17].

### Le prime versioni

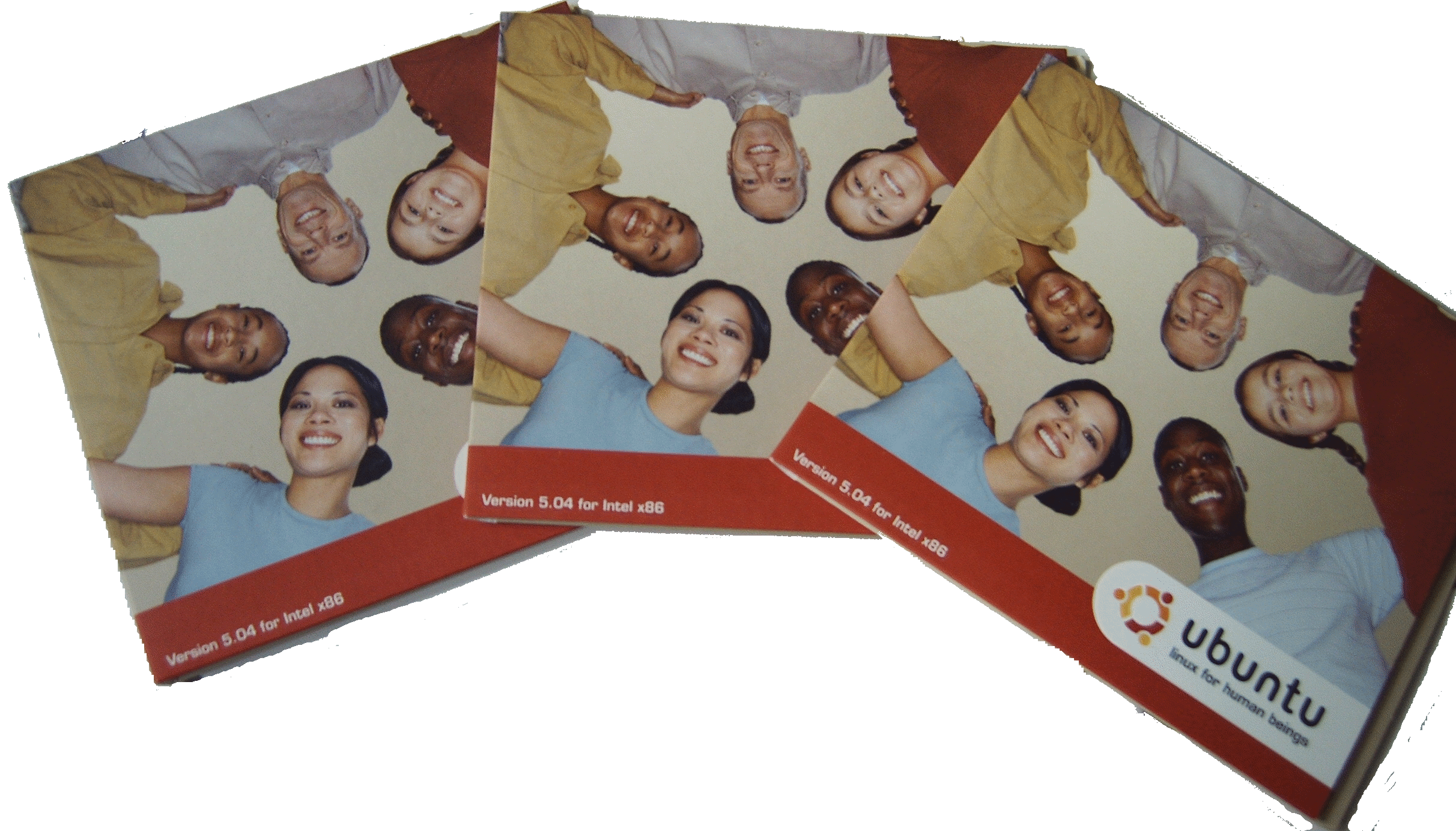
Il CD di installazione di Ubuntu 5.04

La prima pubblicazione di questo sistema operativo avvenne il 20 ottobre 2004, allorché Mark Shuttleworth riunì un gruppo di programmatori per creare una nuova distribuzione proveniente da Debian GNU/Linux. Il 1º luglio 2005 è nata la Fondazione Ubuntu con un fondo iniziale di 10 milioni di dollari USA, il cui scopo è lo sviluppo della distribuzione nel caso in cui Canonical Ltd dovesse cessare le attività. La fondazione è al momento dormiente.
Nel 2005 fu proposto il progetto della creazione di un ramo instabile con nome in codice Grumpy Groundhog (Marmotta Bisbetica) mai portato a termine.. Nelle intenzioni, questo ramo sarebbe servito per vari test e per aggiungere nuove funzionalità, importando il codice direttamente dal sistema di controllo versione dei vari programmi e applicazioni che fanno parte di Ubuntu. Questo permetterebbe a sviluppatori o ad appassionati di avere una versione con tutti gli ultimissimi aggiornamenti, senza dover compilare da soli i pacchetti e fornendo così informazioni sulla stabilità degli stessi nelle varie architetture.
La distribuzione nel corso degli anni e delle versioni ha subito grossi cambiamenti: con la versione di Ubuntu dell'aprile 2011 (Natty Narwhal) è stata introdotta nella versione desktop la nuova interfaccia grafica Unity, sviluppata appositamente per Ubuntu su base GNOME. Tale introduzione suscitò aspre critiche all'interno della comunità.

### I progetti correlati e l'implementazione di "Unity"
Nel gennaio 2012 Canonical Ltd. ha annunciato e presentato al Consumer Electronics Show la creazione di una versione di Ubuntu per smart TV che ha visto la luce nel 2012. Un mese dopo è stata annunciata una versione di Ubuntu per smartphone Android.
Il 2 gennaio 2013 è stato presentato Ubuntu Touch, una versione di Ubuntu ottimizzata per gli smartphone mentre il 19 febbraio dello stesso anno è stata presentata la stessa versione per i tablet. Il 7 febbraio 2013 Canonical ha dichiarato che il primo smartphone con Ubuntu Touch sarebbe stato distribuito a ottobre 2013. È stato inoltre dichiarato che il sistema sarebbe stato progettato in modo da non fare completo affidamento sulla macchina virtuale Java, com'è invece per Android, anch'esso sviluppato a partire dal kernel Linux.
Nel marzo 2013, Canonical ha annunciato che un nuovo server grafico, chiamato Mir, da usare al posto di Wayland, dopo che nel 2010 Mark Shuttleworth aveva annunciato i piani di una eventuale sostituzione di X a favore di Wayland come principale server grafico di Ubuntu. Mir doveva essere usato sia sui computer sia su tablet e smartphone, all'interno del progetto Ubuntu Touch. A fine del mese di marzo venne siglato un patto tra Canonical e il Ministero dell'Industria e delle Tecnologie dell'Informazione della Cina per lo sviluppo di Kylin, una distribuzione basata su Ubuntu adattata per la Cina.

### Il ritorno a GNOME, l'abbandono di Mir e il formatosnap
Nell'aprile del 2017, Shuttleworth annuncia l'abbandono del progetto Unity insieme all'uso del server grafico Mir. A partire da Ubuntu 17.10 il desktop environment predefinito è tornato a essere GNOME nella versione 3. La sessione Ubuntu viene fornita di alcune differenze rispetto all'ambiente GNOME "vanilla" (ad esempio attraverso l'estensione Ubuntu dock), in modo tale da renderlo graficamente simile a Unity. Questo ambiente grafico rimane comunque presente nei repository (quindi installabile dagli utenti) e mantenuto dalla comunità.
Nella stessa versione, Canonical ha introdotto il nuovo formato di pacchetti snap, sebbene non sia stato annunciato ufficialmente il passaggio a tale formato in luogo di .deb. Tuttavia, successivamente alcuni componenti della distribuzione sono stati migrati esclusivamente a snap: fra essi Firefox, Chromium e Thunderbird. Il formato è stato criticato per il controllo totale che Canonical ha su di esso e sul relativo store.
Il 9 agosto 2024 Canonical ha annunciato un cambio di politica: a ogni nuovo aggionamento di Ubuntu verrà utilizzato il codice upstream più recente del kernel Linux, anche se questo non ha ancora raggiunto una versione stabile.

## Caratteristiche principali
Ubuntu è una distribuzione GNU/Linux basata sull'ambiente desktop GNOME e in passato sull'interfaccia utente Unity. È progettata per fornire un'interfaccia semplice, intuitiva e allo stesso tempo completa e potente. I punti di forza di questa distribuzione sono l'estrema semplicità di utilizzo, l'ottimo riconoscimento e supporto dell'hardware, il vasto parco software costantemente aggiornato e una serie di strumenti di gestione grafici che la rendono improntata verso l'ambiente desktop. È corredata da un'ampia gamma di applicazioni libere. Esistono vari strumenti di amministrazione del sistema, ed è possibile gestirli sia separatamente che in maniera centralizzata con l'Ubuntu Control Center, paragonabile al pannello di controllo Windows o al Mandriva Linux Control Center o a YaST di OpenSUSE.
La versione desktop è stata realizzata per rispondere alle più frequenti necessità di un utente medio, quali navigazione in Internet, gestione dei documenti e delle immagini, svago e comunicazione.
Informazioni più esaustive sulle caratteristiche principali sono elencate nella voce sulle singole versioni di Ubuntu.

### Differenze con Debian
Dalla versione 6.10 (Edgy Eft) Ubuntu ha ereditato da Debian la sua shell, ossia la Dash (acronimo di Debian Almquist shell), sostituendola alla shell predefinita per gli script (/bin/sh). Come fork di Debian, come MEPIS, Xandros, Linspire, Progeny e Libranet anche Ubuntu sebbene privilegi il software open source, ricorre anche a software proprietario, al fine di garantire una migliore usabilità anche agli utenti meno esperti. I pacchetti di Ubuntu derivano generalmente dal ramo instabile (testing) di Debian, usando per la loro installazione strumenti come APT o Synaptic. La pubblicazione cadenzata ogni 6 mesi di una nuova versione di Ubuntu è utile per avere un sistema desktop molto aggiornato ma con una fase di collaudo relativamente breve viste le scadenze di sviluppo e pubblicazione molto ravvicinate. La versione stabile di Debian invece ha tempi molto più lunghi, con lunghe fasi di test che le permettono di avere pubblicazioni dalla stabilità comprovata, necessaria soprattutto per la sua applicazione in ambito server.
Nello sviluppo, Canonical coopera, fino a un certo livello, anche con lo sviluppo di Debian apportando correzioni a vari bug e aggiungendo nuove funzionalità. Ci sono state comunque delle critiche sul volume di questi rapporti e sulla incompatibilità binaria di alcuni pacchetti tra Debian e Ubuntu.

### I colori

Icona di un pacchetto .deb utilizzata in Ubuntu.

Dopo circa sei anni dagli esordi, Canonical cambia in maniera radicale il marchio e l'aspetto grafico di Ubuntu: a partire dalla versione Lucid Lynx 10.04 viene introdotto il tema Light arancione-viola che sostituisce il tema Human con i suoi colori marrone-arancione. Mark Shuttleworth spiegò che il rinnovamento derivava dall'esigenza di avere un aspetto più professionale, per ottenere maggiore appeal in ambito aziendale; si scelsero il colore aubergine (melanzana) e, per mantenere il lato “umano”, una particolare tonalità arancione, per bilanciare il viola-melanzana, chiamata Ubuntu orange.
La prevalenza di uno o dell'altro colore nella grafica indica anche la destinazione d'uso di un qualsiasi messaggio derivante da Canonical/Ubuntu che si sta guardando: se destinato prevalentemente alle aziende prevale il viola, se rivolto prevalentemente ai privati prevale l'arancione.
Insieme all'aspetto cromatico fu cambiato anche il font del logo, inventandone uno che si potesse utilizzare per titoli, loghi e testi; il precedente font era poco adatto per testi lunghi.

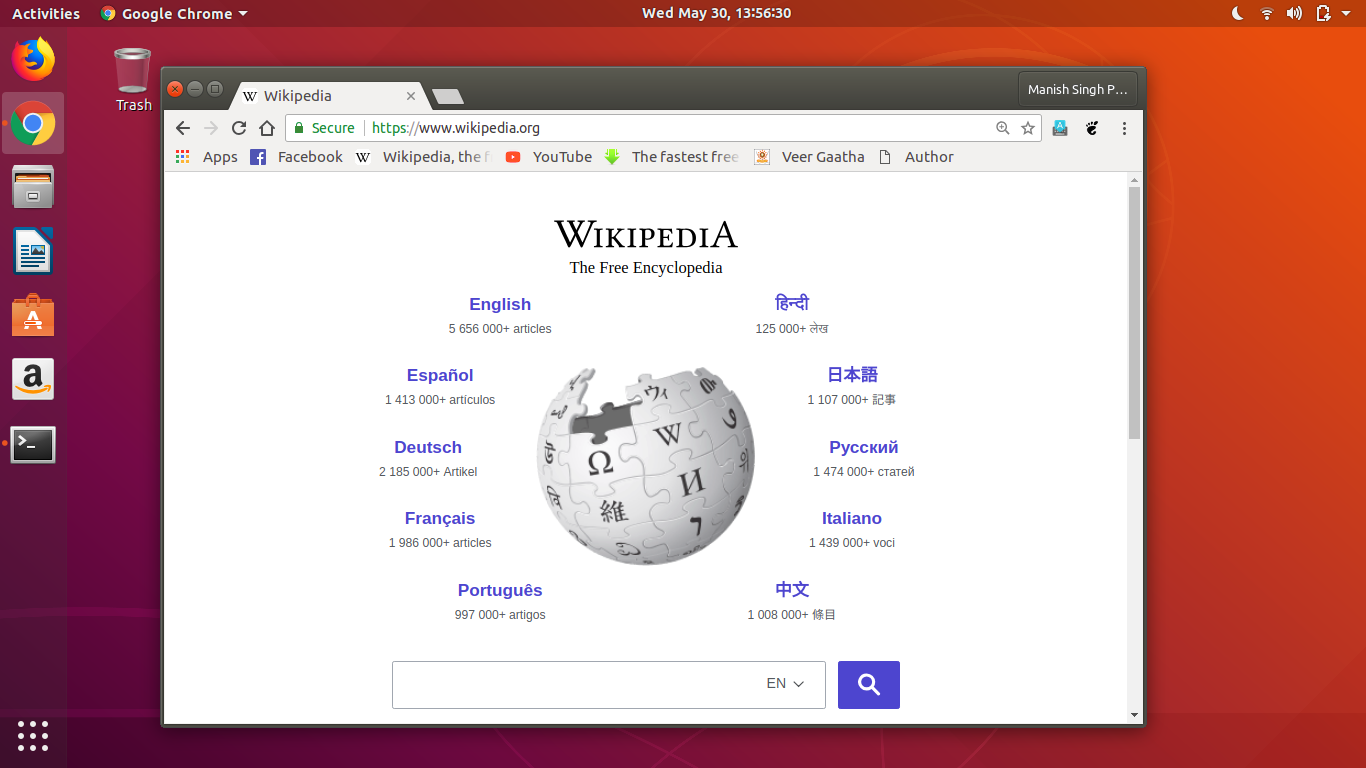
Schermata di Ubuntu 18.04 con la homepage di Wikipedia su Chrome

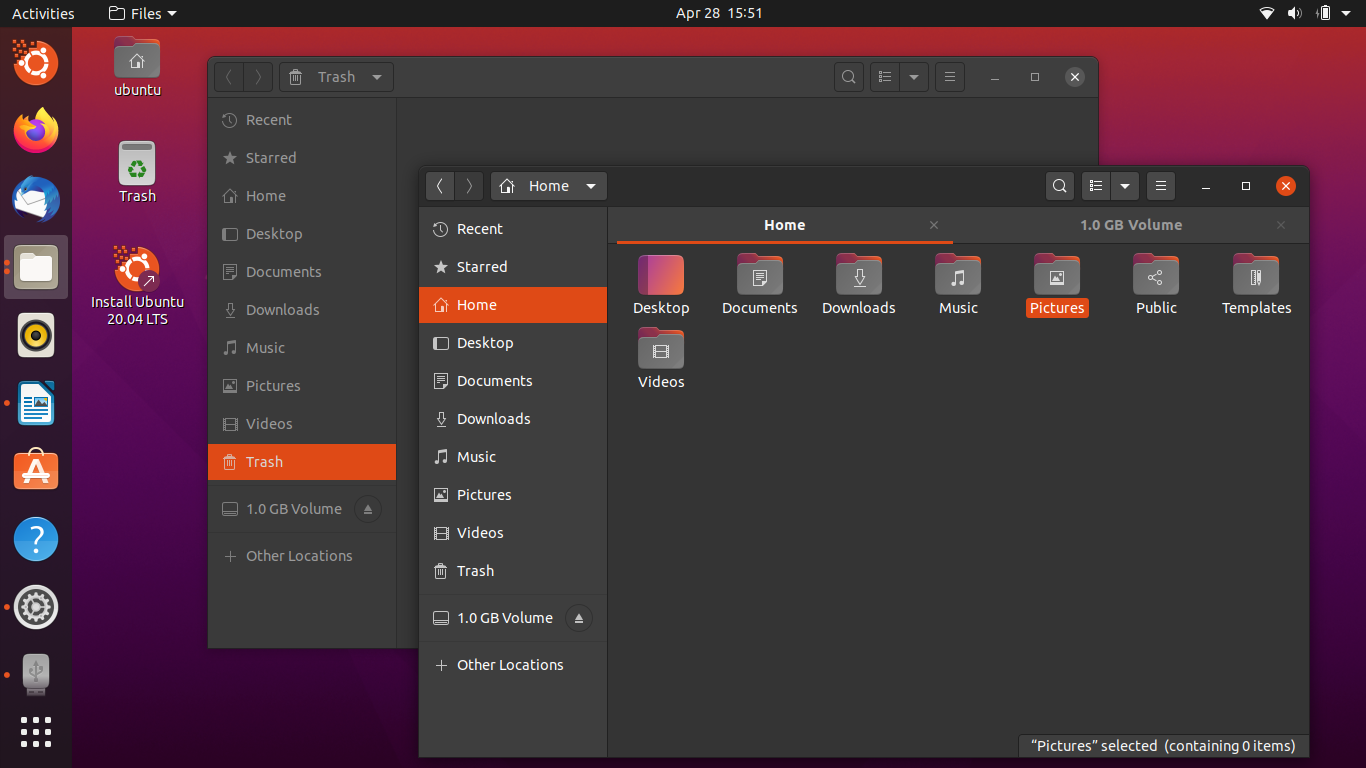
Il desktop di Ubuntu 20.04 Focal Fossa in modalità scura

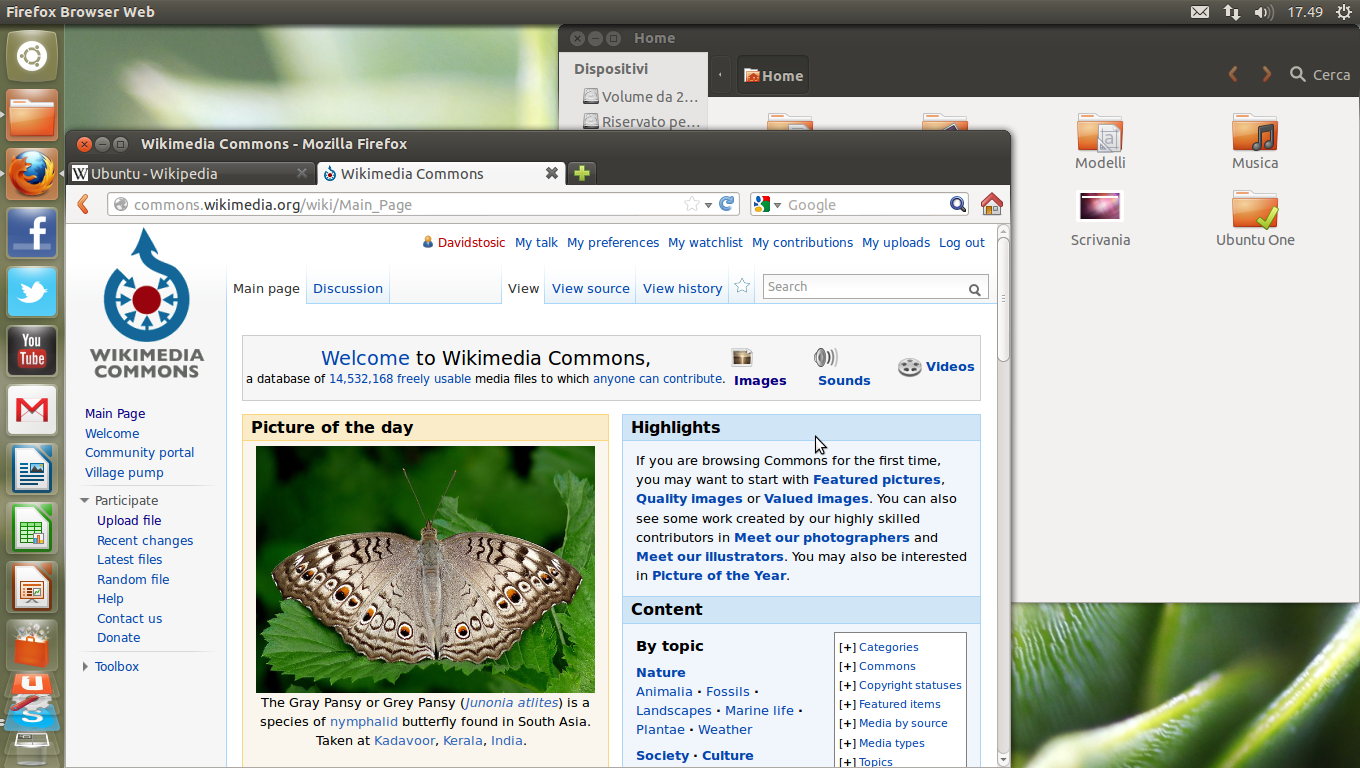
Schermata di Ubuntu 12.10

### Applicazioni
Il sistema operativo comprende una suite da ufficio (LibreOffice) per creare e stampare documenti o presentazioni, un internet browser (Mozilla Firefox) per navigare su internet, un client BitTorrent (Transmission), un client email (Mozilla Thunderbird), un client per la connessione remota del desktop (Remmina), un gestore delle fotografie (Shotwell), un riproduttore musicale (Rhythmbox) e uno strumento per i backup (Déjà Dup). Inoltre offre funzioni più basilari come un editor di testi (gedit), un visualizzatore di documenti PDF (Evince), un lettore multimediale (GNOME Videos), e una serie di semplici giochi. Per l'accesso al desktop utilizza il programma GNOME Display Manager, mentre tra le versioni 11.10 e 16.04 è stato usato LightDM, sviluppato dalla stessa Canonical.
È possibile scaricare ed installare gratuitamente e senza alcuna procedura di configurazione oltre 30.000 pacchetti software liberi dell'universo Linux, tramite il semplice ed intuitivo App Center introdotto a partire dalla versione 23.10 (sostituiendo GNOME Software il quale a sua volta sostituì Ubuntu Software Center dalla versione 16.04), tra cui programmi come VLC media player, Inkscape (grafica vettoriale), GIMP (fotoritocco), Pidgin (chat), Blender (grafica 3D), Kdenlive (montaggio video digitale), Audacity (editor audio) e molti altri.
Abilitando i repository partner o usando il formato snap, è possibile scaricare ed installare una serie di applicativi con licenza proprietaria come Skype, Steam, Adobe Reader e molti altri.
Sul sito ufficiale è disponibile una lista di applicazioni che possono rimpiazzare software proprietari usati su altri sistemi operativi, come ad esempio Microsoft Office o Adobe Photoshop.
Inoltre, diversi software (ad esempio videogiochi) disponibili solo nella versione per Windows, sono installabili grazie al progetto Wine.

### Localizzazione
La distribuzione è tradotta in quasi tutte le lingue occidentali (tra cui l'italiano), orientali e africane. In totale si contano oltre 40 localizzazioni.
La traduzione può essere carente su alcuni pacchetti minori oppure può non essere inclusa nel CD di installazione per motivi di spazio.
Questo avviene correntemente nella versione italiana in cui l'ambiente rimane parzialmente tradotto. Per completare la localizzazione occorre installare un pacchetto di traduzione. Se si installa da Live CD, i pacchetti di traduzione nella lingua prescelta al momento dell'avvio vengono installati automaticamente durante l'installazione, posto che sia rilevata una connessione internet funzionante. È inoltre possibile scaricare una versione DVD del sistema operativo contenente tutte le localizzazioni disponibili, ovviando quindi alla necessità di ottenerle via download (utile per i computer che non dispongono di una connessione alla rete).

### Accessibilità
Per quanto attiene all'accessibilità, Ubuntu permette a persone con abilità diverse (per età, cultura o condizione fisica) di usare:
- Temi ad alto contrasto e lente di ingrandimento virtuale, per persone ipovedenti;
- Sintetizzatore vocale, per persone ipovedenti o non vedenti;
- Tastiera virtuale su schermo, per persone impossibilitate a usare una normale tastiera.

Queste caratteristiche possono essere abilitate sulla versione desktop di Ubuntu.

### Aggiornamenti

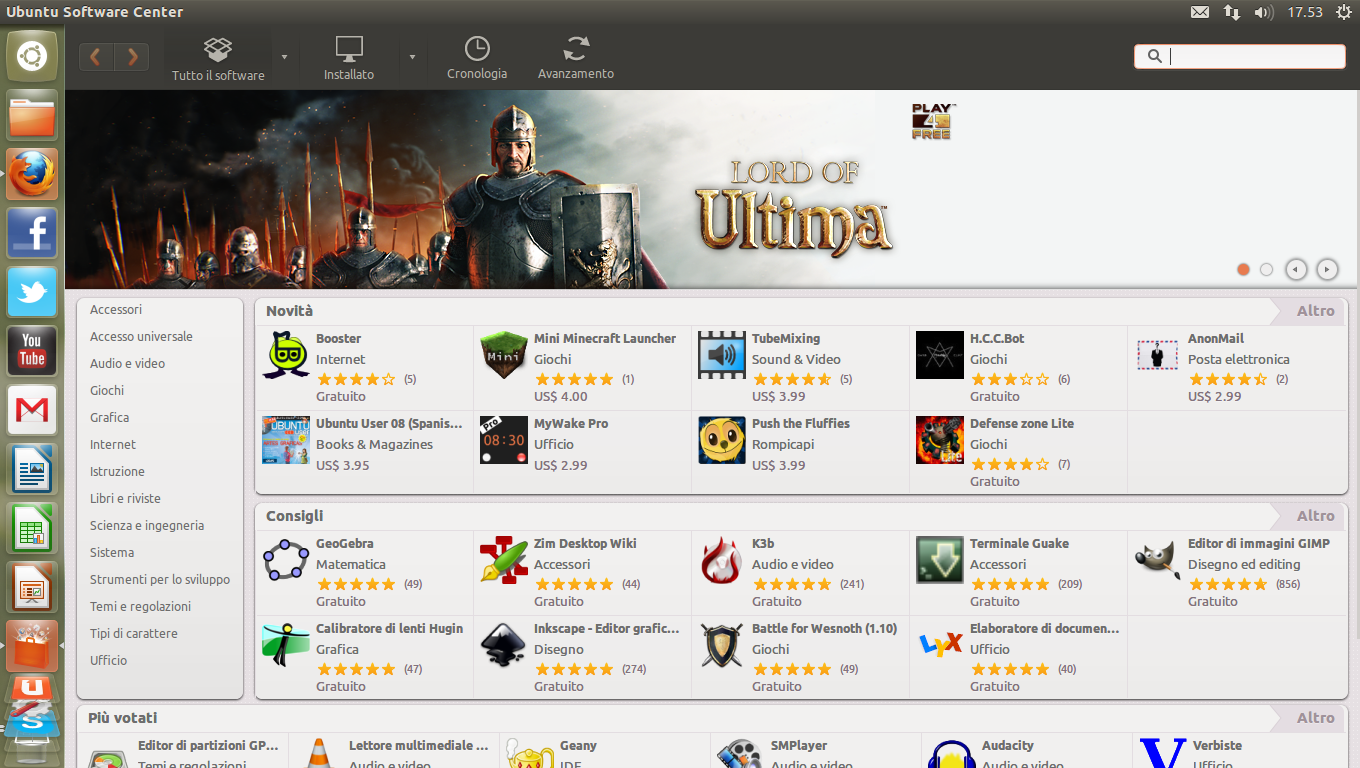
Ubuntu Software Center in esecuzione su Ubuntu 12.10.

I programmi installati vengono gestiti attraverso un sistema centralizzato, detto gestione dei pacchetti, tipica di un sistema operativo Linux. Nello specifico Ubuntu utilizza APT, anch'esso "ereditato" da Debian.
Per l'utente questo sistema è trasparente.
Esso tiene traccia delle nuove versioni disponibili per ogni programma installato e li aggiorna di conseguenza.
Dopo l'aggiornamento non è necessario riavviare il computer, fatta eccezione per eventuali modifiche al kernel (il cuore del sistema operativo).

### Sicurezza
Una caratteristica di Ubuntu, dovuta all'architettura Linux, è la sua resistenza a programmi dannosi come virus, adware, spyware o malware. L'architettura di un sistema operativo Linux lascia, infatti, poca o nessuna libertà d'azione ad un programma nocivo. Anche se un programma nocivo sfruttasse una falla, l'architettura del sistema operativo ne impedirebbe l'utilizzo, almeno nella maggior parte dei casi, e il danno rimarrebbe circoscritto nell'home directory dell'utente che ha causato il danno.
Inoltre questi programmi dannosi sono generalmente sviluppati per Microsoft Windows, che dispone di una più ampia diffusione.
L'utente utilizza un account con permessi limitati. Questo riduce la pericolosità dei programmi installati
Per eseguire compiti amministrativi viene richiesta la propria password per confermare l'operazione.
Scegliendo applicazioni libere dai repository ufficiali è estremamente improbabile trovare applicazioni malware, dato che l'eventuale codice nocivo verrebbe quasi certamente notato ed eliminato. Ubuntu è, inoltre, distribuito con un firewall software, Uncomplicated Firewall, che permette di discriminare gli accessi dall'esterno.

### Stabilità
Ubuntu è basato sul kernel Linux, che ha raggiunto da tempo una fase di stabilità.
Come tutti i sistemi operativi, anche Ubuntu al momento della pubblicazione presenta un certo numero di bug, che vengono via via risolti seguendo uno schema che va dalla segnalazione del problema fino alla sua risoluzione da parte degli sviluppatori.

## Requisiti di sistema
Ubuntu supporta ufficialmente le piattaforme x86, AMD64 ed EM64T.
Il supporto ufficiale della piattaforma PowerPC è stato interrotto a partire dalla versione 7.04, così come quello per le UltraSPARC (dalla versione 8.04 LTS) e affidati al supporto volontario della community. La versione 12.04 di Ubuntu supporta anche l'architettura ARM.
| Versione/Edizione        | CPU             | Disco rigido | RAM   | Scheda video |
| ------------------------ | --------------- | ------------ | ----- | ------------ |
| Ubuntu Desktop 18.04 LTS | 2 GHz dual core | 25 GB        | 2 GiB | VGA 1024×768 |
| Ubuntu Desktop 20.04 LTS | 2 GHz dual core | 25 GB        | 4 GiB | VGA 1024×768 |

In base al tipo di installazione è richiesta anche una connessione ad internet, oppure un lettore CD oppure una scheda madre in grado di far avviare un sistema da chiave USB. La presenza di un processore 64 bit potrebbe richiedere requisiti superiori. In generale inoltre è raccomandata anche la disponibilità di una connessione internet in modo tale da permettere di scaricare gli ultimi aggiornamenti nelle fasi finali dell'installazione. Una scheda video con accelerazione 3D è necessaria invece per l'interfaccia utente Unity, anche se è possibile utilizzarne una sua versione 2D. Infine, per i computer più datati, è anche disponibile una installazione minima del sistema Ubuntu, anche senza alcun desktop grafico.

## Installazione

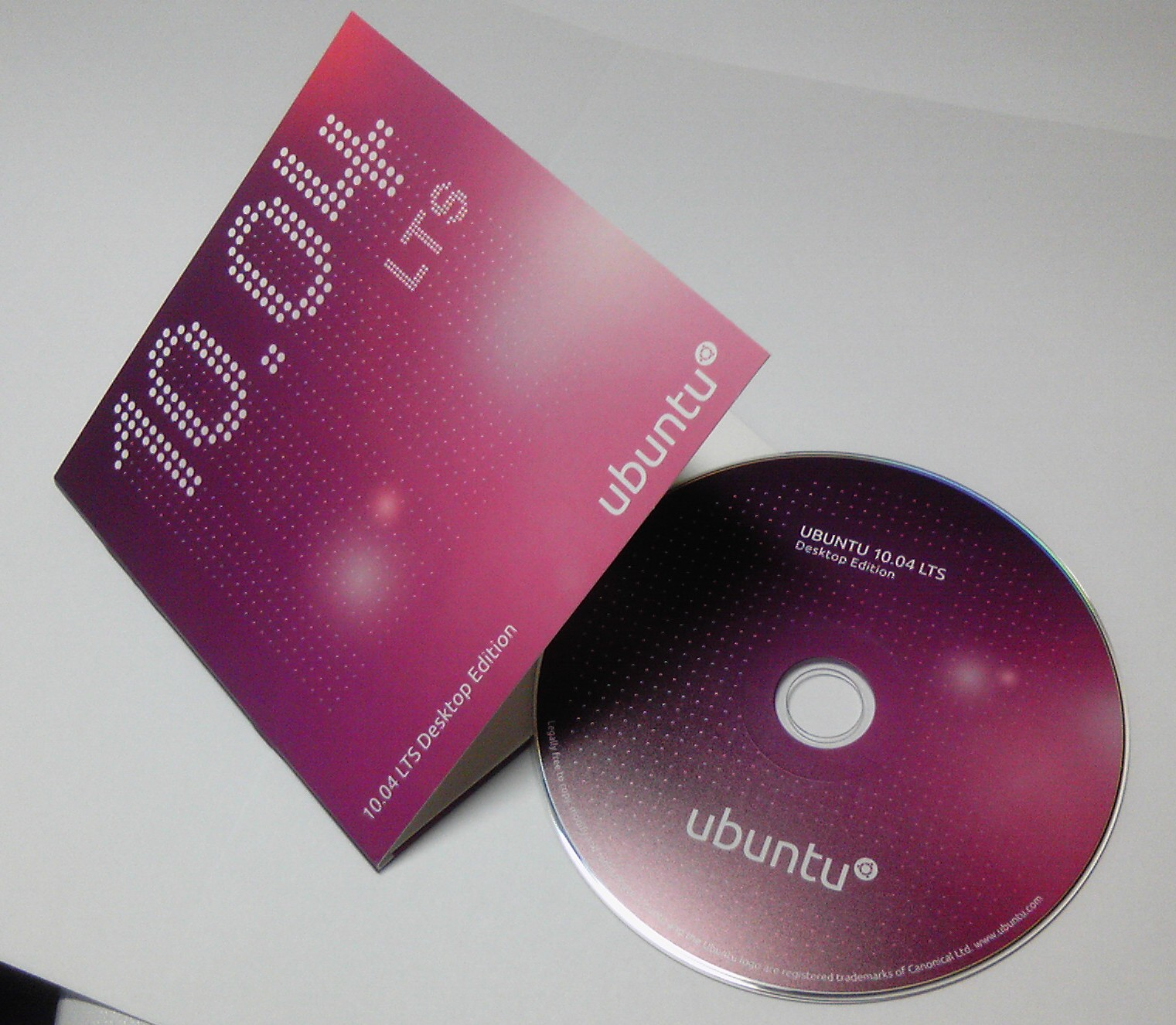
Il CD di Ubuntu 10.04

Per installare Ubuntu su un computer è necessario procurarsi una immagine disco della versione desiderata, distribuite generalmente in formato iso. Fino al 2011 era possibile anche farsi inviare il CD a casa gratuitamente tramite il servizio ShipIt.
L'immagine iso di Ubuntu è presente in tre versioni:
- DVD versione Desktop (un live DVD raccomandato all'utente medio), non più disponibile per personal computer a 32-bit a partire dalla versione 17.10;
- DVD versione Alternate (per PC con meno di 256 MB di RAM), non più supportata dopo Ubuntu 12.10 (viene fornita attualmente con la derivata Lubuntu);
- DVD versione Server (solo interfaccia a riga di comando).

Tutti queste immagini di installazione (contenenti tutti i pacchetti di tutti i componenti), si possono scaricare dal sito ufficiale oppure attraverso la rete p2p BitTorrent.
La modalità più attuale e comoda è l'installazione tramite chiavetta USB, preparata scaricando l'immagine ISO e scrivendola sul dispositivo in modo da renderlo avviabile. Questo procedimento (live USB), oltre a installare, serve anche per provare il sistema senza dover "sprecare" un DVD (la cui periferica, ormai, su molti modelli di notebook non è più montata).
Con l'immagine di installazione della versione Desktop, l'installazione avviene in maniera grafica (se si dispone di almeno 320 MB di RAM) anche su un computer con un sistema operativo già presente (in dual boot), ridimensionando la partizione originale senza perdita di dati.
Per l'installazione viene utilizzato il programma Ubiquity, disponibile in varie lingue selezionabili all'avvio del software. Durante l'installazione si crea un utente che può amministrare il sistema diventando temporaneamente superutente (detto anche root) inserendo la propria password. Una delle promesse della distribuzione è di avere un sistema desktop pronto all'uso in 25 minuti.
Durante l'installazione su un computer in dual boot, è possibile migrare il proprio profilo utente. Si possono importare tutti i dati presenti, compresi segnalibri dei principali browser, documenti, musica e altro.
Dal sito ufficiale è possibile scaricare anche l'immagine mini.iso, con cui masterizzare un disco contenente solo il software necessario per avviare il download e l'installazione della distribuzione da Internet. Come il CD Alternate, il CD minimale offre solo l'installazione con interfaccia testuale e quest'ultimo non è più supportato dalla versione di Ubuntu 18.04 in poi.

### ShipIt
ShipIt è stato un servizio nato nel 2005 della Canonical che permetteva l'invio postale del CD/DVD di installazione di Ubuntu a casa dell'utente, ovunque nel mondo. Originariamente gratuito, in seguito al crescente successo della distribuzione, Canonical decise di rendere questo servizio a pagamento, con costi molto contenuti, per l'utenza comune. Tuttavia la gratuità del servizio viene mantenuta per i LoCo Team (team nazionali di supporto, sviluppo e assistenza di Ubuntu), i contributori e ad altre particolari utenze. Il servizio, inizialmente, è stato pensato per chi non avesse una connessione Internet o per chi volesse i CD con le serigrafie originali.
Dalla versione 11.04, Natty Narwhal, Canonical ha sospeso il servizio ShipIt. I CD verranno ancora inviati alle LoCo e venduti nello store di Canonical mentre le ISO rimarranno liberamente scaricabili.

### Wubi
A partire dalla versione 8.04 di Ubuntu sul CD Desktop è stata prevista la presenza di Wubi. Questo programma permetteva l'installazione di Ubuntu sotto Microsoft Windows senza alterare le partizioni e senza intaccare i dati dell'utente. Ciò permetteva all'utente abituato a Windows di provare Ubuntu in un ambiente a lui familiare e testarne le caratteristiche.
Wubi necessita di un computer con almeno 256 MB di RAM, un processore da almeno 1 GHz e almeno 5 GB di spazio su disco fisso.
A partire dalla versione 12.04 Wubi è stato rimosso dall'installazione standard. I relativi pacchetti sono stati spostati nei repository Universe e quindi non verranno più supportati direttamente da Canonical ma affidati alla comunità.
Wubi non è al momento funzionante su macchine dotate del sistema UEFI, e per questo dopo la versione 12.10 non viene più fornito con gli aggiornamenti ufficiali.

### Ubuntu Live USB creator
Ubuntu Live USB creator è un programma per creare Live USB di Ubuntu da un'immagine ISO. Lo strumento è incluso nel repository a partire dalla versione Ubuntu 8.10. Quest'innovazione non è di poco conto se si considera che - creando una Ubuntu Live via USB - è possibile installare Ubuntu in un computer privo di lettore DVD come i netbook.
Inoltre una chiavetta USB ha il vantaggio di essere molto più veloce nel leggere e scrivere dati, rendendo l'installazione un processo ancora più rapido.

## Irepositoriesufficiali

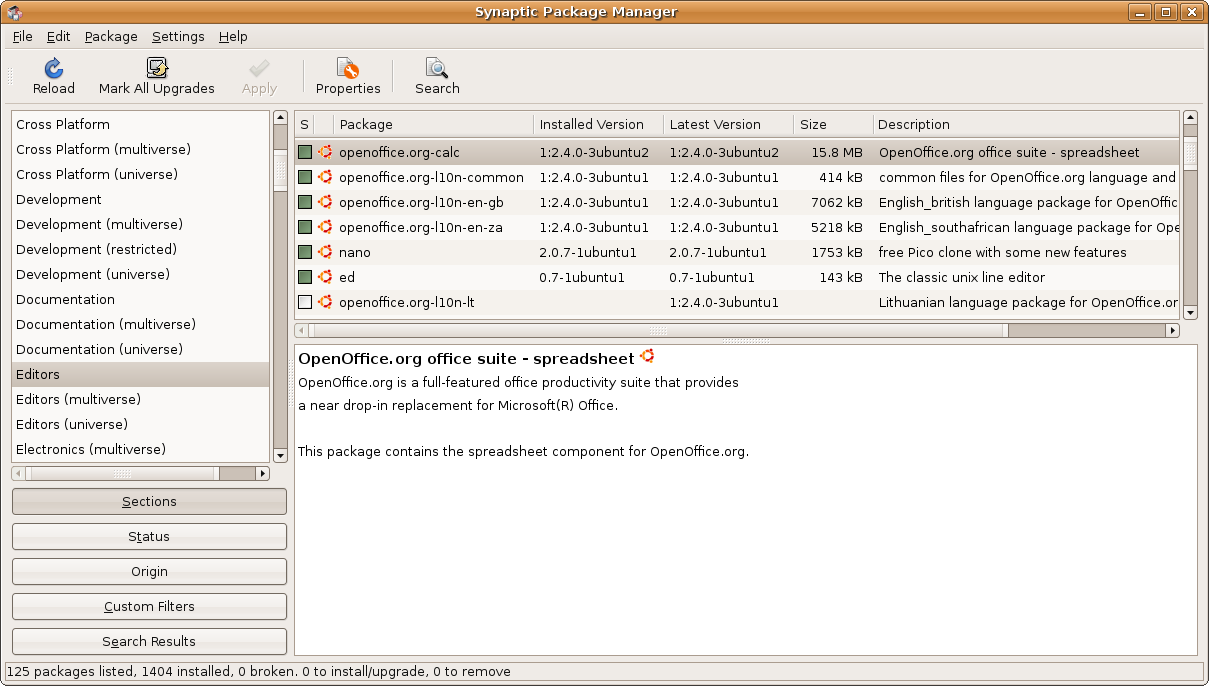
In Synaptic, il gestore dei pacchetti in dotazione di Ubuntu, i pacchetti del gruppo Main vengono contrassegnati con il logo di Ubuntu.

Tutto il software liberamente installabile su Ubuntu viene diviso in quattro grandi componenti (anche detti repository, in pratica una divisione in categorie). Questi componenti sono gestiti dagli sviluppatori e permettono l'installazione di software partendo da un unico sito sicuro, senza dover cercare su internet.
Vengono anche chiamati Sorgenti Software e servono anche a evidenziare le differenze a livello di licenze e supporto disponibili.
I componenti ufficiali di Ubuntu sono Main, Restricted, Universe e Multiverse (rispettivamente Principale, Ristretto, Universo e Multiverso).
Una installazione classica include pacchetti appartenenti solo ai componenti Main e Restricted. Per installare gli altri componenti basta selezionarli nelle preferenze dei Sorgenti Software. Il controllo dei pacchetti è possibile anche tramite linea di comando (con il comando: dpkg -l).

### Main
In questo componente è incluso solo software libero ed è pienamente supportato dal team di sviluppo.
Il software incluso risponde ai requisiti di licenza di Ubuntu; usano quindi una licenza libera approvata dalla Free Software Foundation.
Viene garantito il supporto tecnico e gli aggiornamenti di sicurezza per tutto il periodo di supporto della versione.
Il componente Main può comunque contenere firmware e font, utilizzati dai software liberi di Main, che non possono essere modificati senza il permesso dei loro autori.
Viene comunque garantita la redistribuzione di ciò che è compreso in Main.

### Restricted
Nel componente sono presenti programmi e funzionalità molto usate ma non disponibili con una licenza pienamente libera.
Nella maggior parte dei casi si tratta di software proprietario, come i driver per schede video o per altro tipo di hardware.
Il team di sviluppo può non fornire un pieno supporto data l'assenza del codice sorgente.

### Universe
Questo componente include la maggior parte dei programmi liberi in circolazione, con diversi tipi di licenza, che però non viene supportato direttamente dal team di Ubuntu.
Lo scopo di questo componente è fornire un facile accesso al software libero senza costringere l'utente a eseguire ricerche su Internet o compilare il codice sorgente.
Se un programma trova gradimento presso l'utenza il team può decidere di spostarlo e supportarlo nel componente Main nella versione successiva di Ubuntu.

### Multiverse
Componente che raccoglie software non libero e non supportato dal team di sviluppo, detto non-free, come i font proprietari Microsoft, il supporto a codec audio/video proprietari (come AAC) e unrar per aprire gli archivi in formato rar.
Dato che questi plugin sono sviluppati senza il regolare pagamento delle licenze dei produttori che detengono i diritti dei relativi formati, all'installazione di uno di tali componenti l'utente viene avvisato dell'eventualità che la legislazione del proprio paese possa proibire l'uso di tale software, in quanto formalmente illegale causa violazione di licenze proprietarie.

## Versioni
| Versione | Nome in codice  | Data di pubblicazione | Termine del supporto principale | Termine del supporto di sicurezza (ESM) |
| --- | --------------- | --------------------- | ------------------------------- | --------------------------------------- |
| 16.04 LTS | Xenial Xerus    | 21 aprile 2016        | 2021-04                         | 2026-04                                 |
| 18.04 LTS | Bionic Beaver   | 26 aprile 2018        | 2023-04                         | 2028-04                                 |
| 20.04 LTS | Focal Fossa     | 23 aprile 2020        | 2025-04                         | 2030-04                                 |
| 22.04 LTS | Jammy Jellyfish | 21 aprile 2022        | 2027-04                         | 2032-04                                 |
| 24.04 LTS | Noble Numbat    | 25 aprile 2024        | 2029-06                         | 2034-04                                 |
| 24.10 | Oracular Oriole | 10 ottobre 2024       | 2025-07                         | Non applicabile                         |
| 25.04 | Plucky Puffin   | 17 aprile 2025        | 2026-01                         | Non applicabile                         |
| Legenda:Vecchia versioneVersione precedente ancora supportataVersione correnteUltima versione di anteprimaVersione futura |                 |                       |                                 |                                         |

Una nuova versione di Ubuntu viene pubblicata ogni sei mesi (fino ad ora l'unica eccezione è stata Ubuntu 6.06 che venne pubblicata con 2 mesi di ritardo).
Ogni versione pubblicata ha un nome ufficiale più un nome in codice durante lo sviluppo. Il nome ufficiale è del tipo Ubuntu X.YY, dove X è l'anno di pubblicazione e YY il mese (ad esempio 8.04 per aprile 2008). Il nome in codice durante lo sviluppo descrive le caratteristiche e il carattere che tale versione dovrà rispecchiare. Il nome in codice è del tipo aggettivo animale, con le stesse lettere iniziali in ordine alfabetico crescente. Questa convenzione è maturata solo dopo le prime due versioni.

### Il periodo di supporto
Ogni versione ha un supporto ufficiale da parte di Canonical di 9 mesi con patch di sicurezza e aggiornamenti, ad eccezione delle versioni LTS (Long Term Support ossia supporto a lungo termine) che hanno un periodo di supporto esteso.
Una versione LTS riceve un lavoro supplementare di stabilizzazione, raffinamento e traduzione. Queste versioni hanno un periodo di supporto di 5 anni sia per i desktop che per i server (precedentemente alla versione 12.04 LTS il supporto per la versione desktop era di soli 3 anni). Contrariamente a quanto previsto per le versioni non LTS, è possibile l'avanzamento di versione da una LTS alla successiva. È prevista la pubblicazione di una nuova versione LTS ogni due anni. Con il sistema di numerazione attuale sono pertanto LTS le versioni pubblicate ad aprile degli anni pari.

## Edizioni

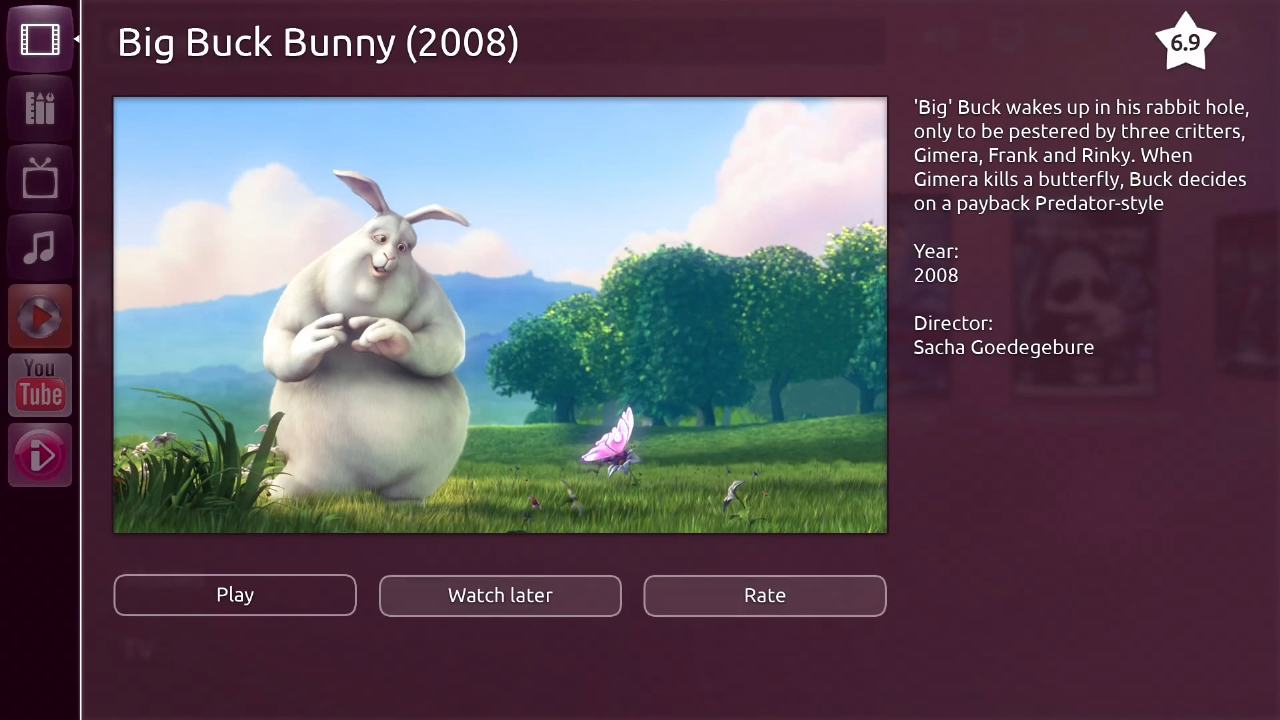
Uno screenshot della nuova edizione di Ubuntu TV, dedicata alle televisioni di nuova generazione.

Ubuntu è distribuito ufficialmente da Canonical e dalla Community in una serie di edizioni, che si differenziano in base ad alcuni criteri, fra cui il dispositivo destinato per l'installazione, la tipologia di hardware, servizi e funzionalità ecc.
- Ubuntu Desktop, disegnata per i computer desktop e i laptop. Questa edizione include a partire dalla versione 11.04 anche quella netbook, pubblicata fino alla fine del 2010 e caratterizzata dal desktop Unity, utilizzato di default sulla edizione desktop fino alla versione 18.04[85][86].
- Ubuntu Server, costruita per essere installata nei server. In questa edizione sono assenti di default le interfacce grafiche, come Unity, GNOME o KDE, ma include invece pacchetti software come Apache 2 o BIND9[87].
- Ubuntu Core, versione dedicata principalmente agli sviluppatori, concepita per il cloud e IoT. Si tratta di un sistema server minimale basato interamente su pacchetti e librerie snap.

### Edizioni precedenti
Di seguito sono elencate le edizioni, create e mantenute precedentemente da Canonical, dai suoi partner e dalla comunità, di cui però è stato interrotto lo sviluppo:
- Ubuntu Netbook Edition, sviluppata appositamente per i computer ultraportatili quali netbook e UMPC.
- Ubuntu Business Desktop Remix, una release intesa per gli utenti business che include software enterprise come Adobe Flash, Canonical Landscape, OpenJDK 6 e VMware View, mentre rimuove i programmi di social networking, di file sharing e di gioco[88]. È stata in seguito inglobata nel servizio a pagamento Ubuntu Advantage, dedicato all'utenza professionale e aziendale.
- Ubuntu Server JeOS (pronunciata come juice, succo), versione ottimizzata di Ubuntu Server, usabile per creare macchine virtuali, senza applicativi aggiunti e molto leggera[89][90].
- Ubuntu per Android, versione di Ubuntu sotto sviluppo per gli smartphone Android[91][92]. lo sviluppo è cessato nel 2014.
- Ubuntu Touch, un sistema operativo per smartphone e tablet sviluppato da Canonical come parte integrante del sistema desktop Ubuntu e presentato il 2 gennaio 2013. Il progetto è stato in seguito abbandonato da Canonical ed è attualmente gestito dalla UBPorts Foundation e la sua comunità.
- Ubuntu TV, edizione intesa per le TV di nuova generazione, con maggiori potenze computazionali che permettano l'installazione di un sistema Ubuntu specializzato nell'interfaccia e nella compatibilità hardware. Orientata all'integrazione fra l'utente, la TV e gli altri dispositivi mobili[93][94].

## Distribuzioni derivate

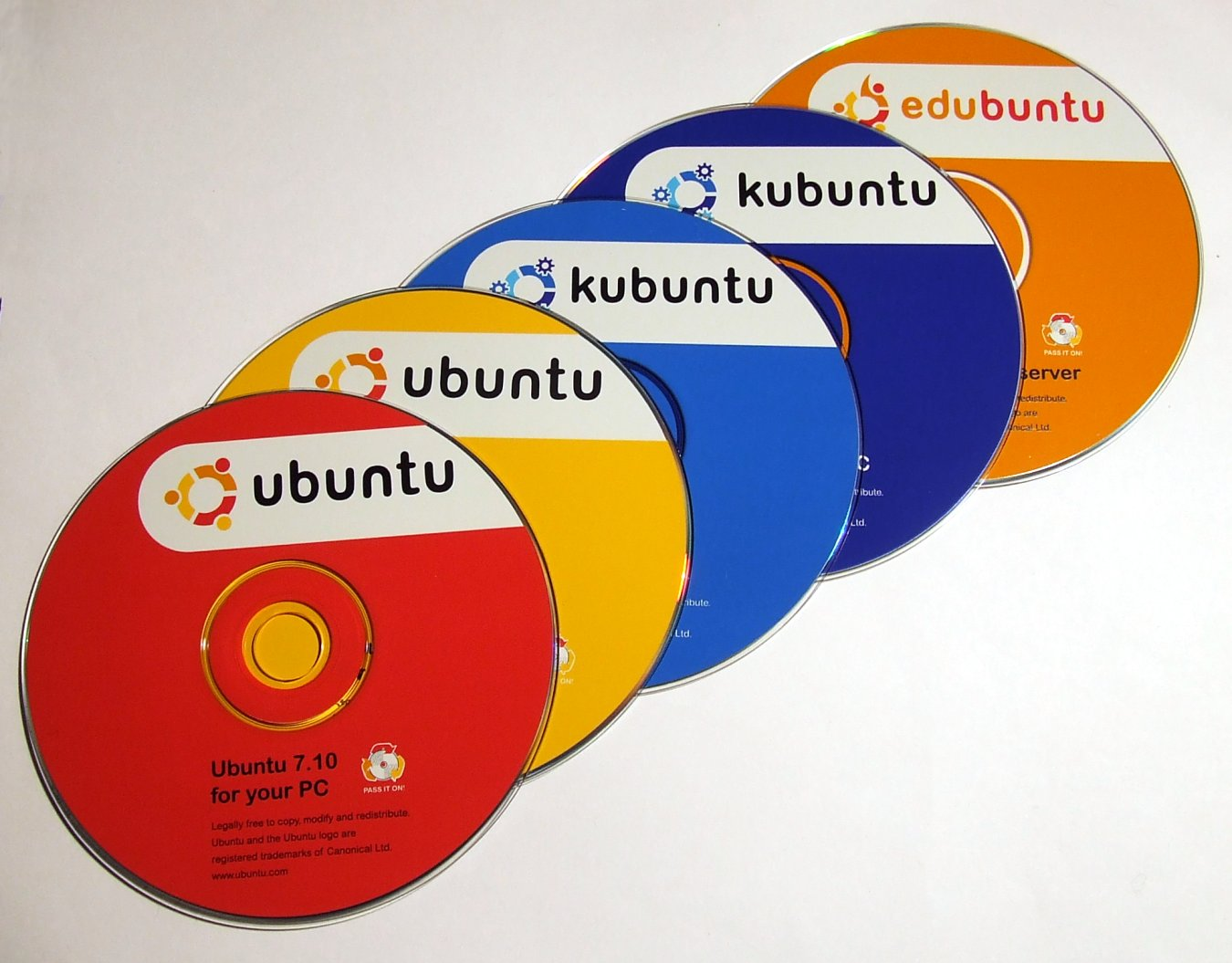
CD ufficiali di Ubuntu, Kubuntu ed Edubuntu nella versione 7.10 (del 2007).

Sono disponibili diverse distribuzioni derivate da Ubuntu sia ufficiali che non ufficiali.
Queste derivate di Ubuntu installano una diversa raccolta di pacchetti, cercando quindi di rispondere a eventuali bisogni dell'utenza, che l'edizione standard di Ubuntu potrebbe non soddisfare (ad esempio una localizzazione, programmi di interesse nazionale, software per utilizzi in ambiti specifici ecc.).
In ogni derivata è generalmente possibile installare lo stesso software incluso o disponibile in Ubuntu, poiché i pacchetti vengono attinti dagli stessi repository (ad esempio, con Kubuntu è possibile installare pacchetti presenti in Xubuntu e viceversa).
Queste derivate vengono sviluppate da gruppi di programmatori separati, che cercano di portare alla distribuzione funzionalità differenti.

### Derivate ufficiali
Queste distribuzioni sono sviluppate e mantenute dai relativi team di sviluppo, ma integrate nel progetto Ubuntu e riconosciute ufficialmente da Canonical Ltd., che ne fornisce il supporto. Sono anche note come flavor ufficiali.
- Kubuntu, derivata che utilizza l'ambiente desktop KDE[97].
- Ubuntu MATE, derivata che utilizza l'ambiente MATE, diventa ufficiale a partire dalla versione 15.04.[98]
- Xubuntu, derivata basata sull'ambiente desktop Xfce. È indicata per computer di non recente produzione, per reti thin client, o per chi desidera particolari prestazioni in termini di velocità, a scapito dell'interfaccia grafica utente[99];
- Lubuntu, versione di Ubuntu che utilizza LXDE come desktop environment[100], permettendone così l'installazione anche su computer poco potenti.
- Ubuntu Budgie, derivata basata sull'ambiente desktop Budgie, installabile anch'essa su computer con limitate risorse hardware.
- Edubuntu, derivata progettata per scopi educativi, include software finalizzato all'istruzione e alla didattica[101]. Dopo la pubblicazione della prima versione nel 2005, lo sviluppo del progetto è proseguito fino al 2016, anno in cui fu abbandonato[102]. Il progetto è stato poi ripreso nel 2022. L'anno successivo è stata distribuita ufficialmente la versione 23.04.
- Ubuntu Studio, derivata dedicata alla produzione multimediale rivolta ad un'utenza sia amatoriale che professionale[103];
- Ubuntu Kylin, derivata fornita di localizzazioni e programmi rivolti all'utenza cinese, nata in collaborazione con il Ministero dell'Industria e della Tecnologia dell'Informazione cinese. Viene fornita con l'ambiente desktop UKUI.
- Ubuntu Unity, derivata di Ubuntu che usa Unity al posto di GNOME Shell.
- Ubuntu Cinnamon, derivata che utilizza l'ambiente grafico Cinnamon.

### Derivate ufficiali precedenti
Le seguenti derivate sono state ufficialmente riconosciute da Canonical dato il loro significativo apporto allo sviluppo di Ubuntu:
- Mythbuntu, derivata concepita per gestire un media center con MythTV, che usa l'ambiente desktop Xfce.[103] Il progetto è stato attualmente interrotto, ma nei repository ufficiali rimangono disponibili i relativi pacchetti fino al termine del supporto della versione 16.04 LTS[104];
- Gobuntu, versione privata di qualsiasi pacchetto proprietario, contenente quindi solo software libero[105];
- Kubuntu Netbook, Ubuntu Netbook con il desktop environment KDE;
- Kubuntu Mobile, Ubuntu Mobile con il desktop environment KDE;
- Ubuntu GNOME, derivata che utilizza l'ambiente desktop GNOME e GNOME Shell come shell. In seguito all'abbandono del progetto Unity, dalla versione 17.10 il progetto è stato concluso ed inglobato nella distribuzione Ubuntu.

### Derivate non ufficiali
Nel tempo sono nati svariati progetti non ufficiali derivati da Ubuntu. Si tratta perlopiù di sistemi che, pur condividendo con Ubuntu i repository (godendone quindi indirettamente del supporto), sono fornite con caratteristiche differenti rispetto alla distribuzione madre e alle sue derivate ufficiali. Concepite per rispondere ai differenti bisogni ed obiettivi dell'utenza, possono essere fornite, ad esempio, di un diverso parco software, di un ambiente grafico differente, codec e software proprietario preinstallato ecc. All'interno di esse si possono distinguere i semplici "remix" (derivate non ufficiali che forniscono semplici personalizzazioni rispetto ad Ubuntu e derivate ufficiali) e veri e propri progetti indipendenti (è il caso, ad esempio, di distribuzioni come Linux Mint e elementary OS, che sviluppano attivamente pacchetti ed un proprio ambiente grafico, gestiscono dei repository indipendenti, possono abilitare diverse politiche relative all'aggiornamento e alla distribuzione del software ecc.). Di seguito sono elencate alcune derivate non ufficiali (indistintamente fra quelle attualmente attive e quelle di cui è cessato lo sviluppo):
- Asturix: versione per gli utenti di lingua asturiana.
- Baltix: versione per i paesi baltici.
- Bodhi Linux: derivata non ufficiale con preinstallato l'ambiente Moksha (fork di Enlightenment-17).
- Clonezilla Alternative, programma di disaster recovery, tecnicamente è una distribuzione derivata di Ubuntu.
- CrunchBang Linux (versioni precedenti alla 10): estremamente leggera, abbandonata a febbraio 2015.
- Easy peasy: per netbook, precedentemente nota col nome di Ubuntu Eee e realizzata da Jon Ramvi.
- elementary OS: utilizza il desktop environment Pantheon, distribuito su propri repository su Launchpad; inoltre gestisce un proprio store, incentivando e promuovendo lo sviluppo di software nativo.
- Fluxbuntu: utilizzava l'ambiente desktop Fluxbox.
- FUSS: dedicata al mondo della scuola e ai suoi servizi.
- GendBuntu: dedicata ad essere utilizzata dalla Gendarmerie nationale francese.
- gNewSense: include solo software libero.
- Goobuntu: prodotta da Google per usi interni all'azienda.
- gOS: variante focalizzata sul Web 2.0, in ambiente Enlightenment oppure GNOME.
- KDE Neon: distribuzione curata dallo stesso team di KDE, si propone come alternativa a Kubuntu fornendo versioni dell'ambiente grafico più aggiornate.
- Linux Mint: adatta ai principianti, fino alla versione 17.3 includeva nativamente codec proprietari, flash e Java[106], ed è stata particolarmente popolare nel 2012[107] tanto da competere con le derivate ufficiali[108].
- LXLE: derivata da Lubuntu, con ambiente grafico LXDE e software di uso comune preinstallato.
- Nova: sistema operativo sponsorizzato dallo stato cubano.
- Peppermint OS: basata su Lubuntu, destinata a netbook e pc poco prestanti.
- Poseidon Linux: distribuzione sviluppata per l'utilizzo da parte di scienziati oceanografi.
- StartOS: distribuzione cinese.
- The Linux Schools Projects: distribuzione progettata per le scuole.
- Trisquel GNU/Linux: include esclusivamente software libero.
- Vinux: distribuzione per utenti ipovedenti e non vedenti.
- Zorin OS: adatta ai principianti, è caratterizzata da un'interfaccia grafica molto simile a quella di Microsoft Windows.

### Creazione di una propria derivata
Con programmi come Ubuntu Customization Kit, Remastersys, Systemback oppure Reconstructor si possono creare Live CD personalizzati di Ubuntu, aggiungendo funzionalità o rimuovendo programmi non utilizzati.

## Ubuntu One

Il logo di Ubuntu One

Ubuntu One è stato un servizio di cloud sviluppato da Canonical con lo scopo di mettere a disposizione degli utenti ad esempio la possibilità di memorizzare e condividere documenti in remoto e di sincronizzare applicazioni utilizzando internet. Il servizio di base era gratuito e limitato a 5GB di spazio libero, inoltre per ogni persona presentata a Ubuntu One mediante il link di affiliazione che ogni utente dispone, era possibile estendere lo spazio gratuito offerto di 500MB. Era possibile anche ottenere maggiore spazio a pagamento. Ubuntu One era disponibile anche per utenti di Windows e dei dispositivi Apple o Android. Una critica mossa a questo servizio consisteva nelle licenze non aperte con cui era distribuita l'interfaccia server..
Canonical il 2 aprile 2014 ha annunciato la chiusura del servizio a partire dal 1º giugno 2014.

## La comunità

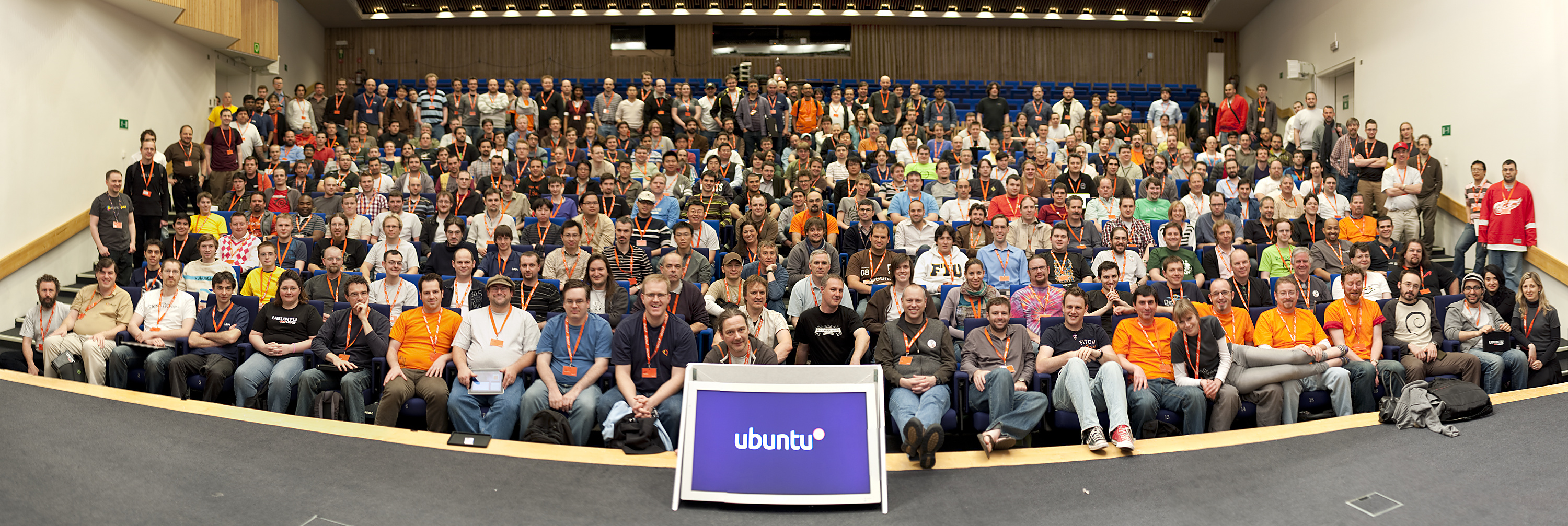
Foto di gruppo dell'Ubuntu Developer Summit per lo sviluppo di Maverick

Tutti gli utenti possono contribuire a Ubuntu aiutandone lo sviluppo, ad esempio con la segnalazione o la correzione dei bug, proponendo idee o aiutando i nuovi utenti sui forum di supporto. Alcune di queste attività sono sponsorizzate dalla Canonical. Essa infatti coordina la formazione di team nazionali di supporto, sviluppo e assistenza denominati “Local Community Team” (detti anche “LoCo Team”) fornendo materiale, assistenza e hosting gratuito.
Inoltre per pianificare ogni nuova versione viene svolto un incontro tra tutti gli sviluppatori nell'Ubuntu Developer Summit (UDS). Il summit è sempre aperto a tutti ed offre una occasione per una collaborazione fisica anziché online.
Le principali attività per collaborare sono:
- Sviluppo: nella struttura Launchpad ogni programmatore può inserire caratteristiche o sviluppare il codice di ogni applicazione usando il sistema di controllo delle versioni Bazaar[96][115].
- Documentazione: si possono documentare nella propria lingua le applicazioni attraverso i forum internazionali, locali o attraverso Launchpad (con il progetto Rosetta)[116][117].
- Traduzione: attraverso i forum internazionali o locali o attraverso Launchpad si può contribuire alla traduzione delle applicazioni.[118]
- Supporto: i nuovi utenti possono ottenere supporto attraverso Launchpad o sui forum[119][120].
- Nuove idee (Idea Pool): attraverso Launchpad o sul sito internazionale si possono richiedere nuove caratteristiche o richieste particolari su nuove opzioni nelle future versioni di Ubuntu. Gli sviluppatori usano i suggerimenti per progettare le caratteristiche future della distribuzione.[121] Da febbraio 2008 è stato istituito il sito "Ubuntu brainstorm" che raccoglie le idee, i desideri e i suggerimenti degli utenti del sistema[122].

## Successi
L'utilizzo e la popolarità di Ubuntu sono aumentati stabilmente dal 2004. È stata la distribuzione Linux più visitata su DistroWatch dal 2005 al 2010. Mark Shuttleworth ha affermato che nel 2006 gli utilizzatori di Ubuntu fossero circa 8 milioni nel mondo.
Ubuntu nel 2005 è stata scelta dai lettori come migliore distribuzione nella LinuxWorld Conference and Expo (Esposizione e Conferenza mondiale su Linux) tenutasi a Londra.
Ha ricevuto critiche positive da pubblicazioni online e dalla stampa. Ubuntu ha anche vinto nel 2007 l'Infoworld Bossie Award come "miglior sistema operativo open source". Ancora nel 2011 Ubuntu è risultata miglior distribuzione del Readers' Choice Awards di Linux Journal.
Secondo Canonical alla fine del 2011 Ubuntu è utilizzato da venti milioni di persone sparse in tutto il mondo. Sempre nel 2011 secondo alcune stime, la versione server di Ubuntu ha raggiunto la quota di maggioranza fra le distribuzioni linux nei computer che gestiscono i servizi web, essendo utilizzata dal 4.5% dei mille siti più popolari. A conferma di questo trend, a partire dal 2008, i server dell'infrastruttura di Wikipedia sono migrati da Red Hat Linux a Ubuntu, ritenuto più semplice da gestire. Nel 2009 la gendarmeria francese ha deciso di utilizzare Ubuntu al posto di Windows Vista per ottenere un risparmio stimato in 50 milioni di euro. Nel 2014 il Comune di Torino ha annunciato la migrazione da Windows XP a Ubuntu, stimando un risparmio di 6 milioni di euro in cinque anni e apprestandosi a diventare la prima città italiana completamente open source.

### Il supporto multimediale
L'installazione standard non prevede i codec che permettono all'utente di ascoltare musica MP3 o vedere un DVD cifrato (come quelli commerciali). La decisione di non includere questi codec è dovuta a vari motivi:
- incertezza sulle licenze del formato MP3, che imporrebbe un costo per la distribuzione (brevetto decaduto nel 2017[144]);
- la volontà di spingere l'utente a utilizzare formati aperti, come l'Ogg Vorbis;
- incertezze legali, come l'utilizzo, considerato illegale in alcuni stati (per ragioni dovute a presunte violazioni di licenze commerciali), della libreria che permette la visione dei DVD crittati con CSS (non in Italia).

Dalla versione 10.10 Maverick Meerkat è possibile installare i codec direttamente in fase di installazione, selezionando la relativa opzione. Alternativamente, è comunque possibile installare i codec necessari semplicemente installando il pacchetto ubuntu-restricted-extras, compatibilmente con la legislazione locale.
Alcuni produttori, come Dell, hanno deciso di includere nativamente questi codec e librerie nei loro prodotti.

### Supporto hardware
Una delle critiche più forti che vengono mosse a Ubuntu (e a Linux in generale) è il limitato supporto per alcuni tipi di hardware, come alcuni modelli di stampanti multifunzione, penne wireless, schede video, scanner e webcam economiche. Inoltre, prima dell'avvento di tecnologie come ADSL e WiFi, non erano supportati o necessitavano di pesanti lavori di configurazione i cosiddetti softmodem, detti anche "WinModem". Tale mancanza ha impedito l'uso di Internet su Ubuntu nelle zone senza copertura ADSL o GPRS/UMTS/HSDPA. Il problema è comune a tutte le distribuzioni Linux e deriva dal mancato supporto da parte dei costruttori e dei distributori di hardware.
Alcuni di essi infatti non forniscono i driver o le specifiche dei loro dispositivi.
Su sistemi operativi proprietari, come Windows, il sistema si avvale tipicamente di driver realizzati dai produttori dei vari dispositivi o nel caso specifico da Microsoft. In ambito Linux, invece, molti driver vengono scritti dagli sviluppatori stessi del kernel di Linux o da appartenenti a iniziative open source; possono quindi tardare a essere pubblicati e, in alcune occasioni, mancare del tutto. Esistono comunque per alcuni prodotti hardware driver Linux realizzati dal produttore, talvolta tuttavia ci sono differenze di funzionalità e/o prestazioni dei driver tra un sistema Linux e un sistema proprietario quale Windows. Anche sotto l'aspetto dell'installazione, un sistema Windows (tipicamente fino a XP/Vista) deve usare i driver forniti dal costruttore del dispositivo, ad esempio su CD, mentre in Ubuntu questi driver si possono già trovare nel sistema; il dispositivo viene riconosciuto e utilizzato senza l'intervento dell'utente. Se il driver manca può essere necessario chiedere assistenza sui forum o in rete o al produttore.
Alcuni driver di dispositivi wireless per Windows in passato si potevano usare su Ubuntu usando un software chiamato NDISwrapper, software non più aggiornato e non più compatibile con driver progettati esclusivamente per versioni di Windows successive a XP. In taluni casi si è costretti a non poter utilizzare il dispositivo fino ad un nuovo aggiornamento del kernel Linux il quale, ad ogni versione, aumenta il numero di dispositivi hardware supportati.
Inoltre, Canonical Ltd. ha testato diversi componenti e ha stilato un elenco di quelli compatibili con Ubuntu, creando così due marchi di garanzia, Ubuntu Certificate, usato dai rivenditori, e Ubuntu Ready, usato da Canonical.

## Critiche

### Rapporto e compatibilità con Debian
Molti sviluppatori di Debian si sono risentiti della iniziale mancanza di riferimenti sul sito ufficiale di Ubuntu, nonostante il fatto che i pacchetti di Ubuntu siano per buona parte presi da Debian. Altri sviluppatori lamentarono una certa carenza di informazioni sul software libero. Dopo la segnalazione di queste incongruenze il sito ufficiale riporta per esteso il rapporto tra Ubuntu e Debian. Tale problema è stato risolto.
Una seconda diatriba ancora aperta tra le due distribuzioni è una parziale divergenza di alcuni pacchetti di Ubuntu che, pur utilizzando il formato Deb, non possono essere installati su Debian.

### Introduzione di Unity

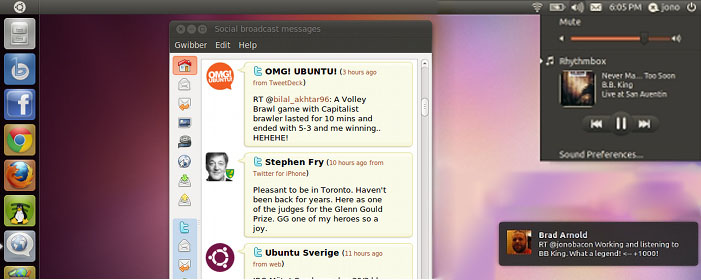
Screenshot di Unity nella versione di Ubuntu 11.04

Unity è una interfaccia della shell per l'ambiente desktop GNOME introdotta in Ubuntu a partire dalla versione 10.10 dell'edizione netbook e dalla versione 11.04 dell'edizione desktop, con lo scopo di ottenere un uso più efficiente dello spazio anche per le esigenze degli schermi dei netbook dalle dimensioni limitate. Inizialmente questa scelta è stata ampiamente criticata in quanto considerata anti-intuitiva e sgraziata. Successivamente, con la pubblicazione di Ubuntu 12.04 LTS, le critiche sono state più positive e parlano di un Unity maggiormente stabile e migliorato, grazie anche ad una migliore integrazione fra i vari progetti di sviluppo di Ubuntu.
Il 14 gennaio 2011 Canonical ha anche pubblicato una versione 2D di Unity, basata sul framework Qt, per permettere il suo utilizzo anche su hardware privo del necessario supporto 3D. Unity 2D è entrato a far parte di default di Ubuntu a partire dalla versione 11.10. Unity 2D è però stato rimosso a partire dalla versione 12.10, in quanto viene integrato LLVMPipe, che permette a Unity di girare anche su schede grafiche che non supportano l'accelerazione 3D.
L'interfaccia grafica della versione 12.04 ha introdotto alcune novità nell'ambiente Unity, come ad esempio l'Head-up display (HUD). Il HUD è una sovrafinestra sull'interfaccia attivata con il tasto Alt che permette di ricercare rapidamente le funzioni disponibili nel classico menù, senza tuttavia che l'utente conosca la posizione degli elementi e con l'aiuto del completamento automatico. Un'altra nuova caratteristica è la Video Lens (lente video), che permette di ricercare un video in locale o, se la macchina è connessa in rete, su scala mondiale. Infine, Ubuntu Software Center permette, sempre se connessi alla rete, l'accesso ad un database che contiene migliaia di applicazioni gratuite, con una graduatoria di merito compilata sulla base dei giudizi degli utenti, e la possibilità di sincronizzare automaticamente le versioni dei software presenti su tutte le proprie macchine.
Il 5 aprile 2017 è stato annunciato da Mark Shuttleworth, che a partire dalla versione di Ubuntu 18.04, il desktop environment predefinito torna ad essere GNOME e contestualmente, l'abbandono di Unity.

### Shopping Lens e privacy
Con la pubblicazione di Ubuntu 12.10 (Quantal Queztal) nella Dash di Unity viene mostrata pubblicità mirata a seconda di ciò che viene cercato, grazie alla cosiddetta "Shopping lens". Grandi critiche si sono sollevate al riguardo. In merito è intervenuto Mark Shuttleworth, CEO di Canonical, affermando che non è stata inserita della pubblicità nella Dash bensì sono stati integrati i risultati delle ricerche online all'interno della Dash. A sostegno è intervenuto anche Jono Bacon descrivendo tale pubblicità come "suggerimenti" e che il guadagno generato serve per continuare a far crescere e migliorare Ubuntu.
La versione 12.10 inoltre prevede che gli utenti accettino la scelta di permettere a Canonical di collezionare dati sulle ricerche e indirizzi IP e di vendere tali informazioni a Facebook, Twitter, BBC e Amazon, attirando le critiche per la privacy. Secondo la Free Software Foundation, l'adware introdotto nella versione 12.10 viola la privacy degli utenti e risulta così essere una delle rare occasioni in cui uno sviluppatore di software libero persiste nel mantenere una caratteristica dannosa nel suo programma. Secondo Richard Stallman, fondatore della Free Software Foundation e del Progetto GNU, Ubuntu contiene uno spyware e non dovrebbe essere usato dai sostenitori del software libero.
Secondo un'analisi fatta da Luís de Sousa nel suo blog, la "Shopping lens" di Ubuntu potrebbe essere illegale nell'Unione europea in quanto violerebbe la Direttiva europea 95/46/EC che definisce cos'è un'informazione personale.
Con l'arrivo di Unity 6.8.0 è possibile disattivare le ricerche online della Dash.

### Sviluppo di Mir
Obiezioni da parte della comunità del software libero si sono sollevate all'annuncio dello sviluppo di Mir, il nuovo server grafico di Ubuntu, in particolare dagli sviluppatori di KDE, LightDM e GNOME. Il continuatore di X.Org, Daniel Stone, alla notizia dello sviluppo di un server grafico apposito per Ubuntu chiamato Mir, ha affermato: "Sono solo irritato per il fatto che ciò significa più lavoro per noi, più lavoro per gli sviluppatori upstream, più lavoro per i toolkit, più lavoro per i venditori di hardware...".
Nel 2017 lo sviluppo di Mir, così come di Unity, è stato abbandonato da Canonical che, tornando sui suoi passi, ha deciso per Ubuntu di utilizzare di default GNOME e Wayland già dalla versione di Ubuntu 17.10 (nella 18.04 LTS, invece, Wayland è invece presente, ma viene utilizzato Xorg come predefinito).